# Miroveț, Tărgoviște
Miroveț (în bulgară Мировец) este un sat în comuna Tărgoviște, regiunea Tărgoviște,  Bulgaria. 

## Demografie
Componența etnică a satului Miroveț
     Bulgari (64,83%)
     Turci (30,76%)
     Romi (4,39%)
     Nicio identificare (0%)
La recensământul din 2011, populația satului Miroveț era de 91 locuitori. Din punct de vedere etnic, majoritatea locuitorilor (64,83%) erau bulgari, existând și minorități de turci (30,76%) și romi (4,39%). Pentru 0% din locuitori nu este cunoscută apartenența etnică.